# إيفان دياز
إيفان دياز (بالإسبانية: Iván Díaz) (7 أكتوبر 1978 ساباديل إسبانيا - ) هو لاعب كرة قدم إسباني يلعب كلاعب وسط.

## روابط خارجية
- إيفان دياز على موقع قاعدة بيانات كرة القدم.إي يو (الإنجليزية)
- إيفان دياز على موقع Soccerway.com (الإنجليزية)